# 蔷薇刺铠虾
蔷薇刺铠虾（学名：Munida rosea）一种于西太平洋马里亚纳海沟附近的海山发现的十足目鎧甲蝦類，隶属于刺铠虾科刺铠虾属。本种是中国科学院海洋研究所（IOCAS）利用“发现”号rov深海机器人（水下缆控潜水器）所发现。
蔷薇刺铠虾的甲壳和步足呈淡粉色，额刺、外侧刺和第一至第四步足趾尖为橙色，眼角膜为灰黑色。步足的前节有数枚小刺，眼角膜比较窄。